# Charles Perdrizet
Charles Rodolphe Perdrizet (Mulhouse, 29 de noviembre de 1869 - Pagney, 20 de junio de 1952) fue un explorador y administrador colonial francés.

## Biografía
En junio de 1896, Perdrizet partió para explorar la región congoleña del río Sangha, con la misión de pacificarla y de encontrar un acceso al Chad que frustrara los proyectos alemanes en Camerún. Salió del puesto de Carnot (hoy prefectura de Mamberé, en la República Centroafricana), cruzó el macizo montañoso de Bouar y llegó hasta el río Bahr Sara, afluente del Chari. Fundó la localidad de Bossangoa y regresó a Carnot en mayo de 1897.
Perdrizet participó también en la segunda expedición al Chad dirigida por Émile Gentil, realizada en los años 1899 y 1900. y se convirtió en administrador civil de la nueva región del alto Chari. En 1902 reconoció de nuevo el territorio del Bahr Sara, abriendo una importante vía de comunicación comercial. 
Esta expedición le valió la medalla de oro de la Sociedad de Geografía de París. En el boletín de esta sociedad publicó un artículo sobre sus expediciones titulado Itinéraires entre la Sangha et la Ouam.